# Menkea draboides
Menkea draboides är en korsblommig växtart som först beskrevs av William Jackson Hooker, och fick sitt nu gällande namn av Joseph Dalton Hooker och George Bentham. Menkea draboides ingår i släktet Menkea och familjen korsblommiga växter. Inga underarter finns listade i Catalogue of Life.